# Oxalis megalorrhiza
Oxalis megalorrhiza är en harsyreväxtart som beskrevs av Nikolaus Joseph von Jacquin. Oxalis megalorrhiza ingår i släktet oxalisar, och familjen harsyreväxter. Inga underarter finns listade i Catalogue of Life.